# Pegoplata lengshanensis
Pegoplata lengshanensis är en tvåvingeart som beskrevs av Xue 2001. Pegoplata lengshanensis ingår i släktet Pegoplata och familjen blomsterflugor. Inga underarter finns listade i Catalogue of Life.